# العلاقات الصومالية البالاوية
العلاقات الصومالية البالاوية هي العلاقات الثنائية التي تجمع بين الصومال وبالاو.

## مقارنة بين البلدين
هذه مقارنة عامة ومرجعية للدولتين:
| وجه المقارنة                                              | الصومال                        | بالاو                         |
| --------------------------------------------------------- | ------------------------------ | ----------------------------- |
| المساحة (كم2)                                             | 637.66 ألف                     | 465                           |
| عدد السكان (نسمة)                                         | 14.74 مليون                    | 21.73 ألف                     |
| الكثافة السكانية (ن./كم²)                                 | 23.12                          | 4.67 ألف                      |
| العاصمة                                                   | مقديشو                         | نغيرولمود، كورور              |
| اللغة الرسمية                                             | اللغة الصومالية، اللغة العربية | لغة إنجليزية، اللغة البالاوية |
| العملة                                                    | شلن صومالي                     | دولار أمريكي                  |
| الناتج المحلي الإجمالي (بليون دولار)                      | 7.37 مليار                     | 291.54 مليون                  |
| الناتج المحلي الإجمالي (تعادل القوة الشرائية) بليون دولار |                                | 326.12 مليون                  |
| الناتج المحلي الإجمالي الاسمي للفرد دولار أمريكي          | 549                            | 13.50 ألف                     |
| الناتج المحلي الإجمالي للفرد دولار أمريكي                 |                                | 14.76 ألف                     |
| مؤشر التنمية البشرية                                      |                                | 0.780                         |
| رمز المكالمات الدولي                                      | +252                           | +680                          |
| رمز الإنترنت                                              | .so                            | .pw                           |
| المنطقة الزمنية                                           | ت ع م+03:00                    | ت ع م+09:00                   |

## منظمات دولية مشتركة
يشترك البلدان في عضوية مجموعة من المنظمات الدولية، منها:
| علم المنظمة | اسم المنظمة                                 | تاريخ انضمام الصومال | تاريخ انضمام بالاو |
| ----------- | ------------------------------------------- | -------------------- | ------------------ |
|             | مجموعة دول أفريقيا والكاريبي والمحيط الهادئ | ?                    | ?                  |
|             | مؤسسة التنمية الدولية                       | 31 أغسطس 1962        | 16 ديسمبر 1997     |
|             | الأمم المتحدة                               | 20 سبتمبر 1960       | 15 ديسمبر 1994     |
|             | منظمة حظر الأسلحة الكيميائية                | ?                    | ?                  |
|             | مؤسسة التمويل الدولية                       | 31 أغسطس 1962        | 16 ديسمبر 1997     |
|             | يونسكو                                      | 15 نوفمبر 1960       | 20 سبتمبر 1999     |
|             | البنك الدولي للإنشاء والتعمير               | 31 أغسطس 1962        | 16 ديسمبر 1997     |

## وصلات خارجية
- موقع وزارة الخارجية الصومالية